# Горский, Дмитрий Павлович
Дмитрий Павлович Горский (31 декабря 1920, Рыбинск, РСФСР — 16 августа 1994, Москва, Россия) — советский и российский учёный, специалист по логике и философии. Заслуженный деятель науки РСФСР.

## Биография
В 1948 году окончил философский факультет Московского Государственного университета им. Ломоносова.
После окончания учёбы работал в Институте философии Академии наук СССР.
В 1962 году получил учёную степень доктора философских наук.
В 1968 году получил учёное звание профессор.
В 1981 году получил почётное звание заслуженного деятеля науки РСФСР.
В 1985—1987 годах Горский руководил отделом диалектического материализма Института философии, а в 1987—1994 годах являлся главным научным сотрудником.
Являлся профессором кафедры логики философского факультета МГУ.

## Научная деятельность
Дмитрий Павлович Горский занимался проблемой абстраций в логике. Им было предложено теоретическое осмысление идеализации. Был сделан вклад в изучение видов и типов определений, специфики определений в разных теориях, проведён анализ и систематизация концепции значения знаковых выражений. Он был сторонником того, что проблема значения знаковых выражений является проблемой их понимания, в связи с чем достаточно важна выработка критериев данных значений.
Сделал вклад в анализ марксистской концепции общества, а также трудовой теории стоимости Карла Маркса.

## Труды
- Горский Д. П. Логика. — М.: Государственное учебно-педагогическое издательство Министерства Просвещения РСФСР, 1958. — 292 с.
- Горский Д. П. Вопросы абстракции и образование понятий. — М.: Издательство академии наук СССР, 1961. — 352 с.
- Горский Д. П. Проблемы общей методологии наук и диалектической логики. — М. : Мысль, 1966. — 374 с.
- Горский Д. П. Системный анализ и научное знание: сборник статей. — М. : Наука, 1978. — 246 с.
- Горский Д. П. Философия, логика, язык: сборник статей. — М. : Прогресс, 1987. — 331, [2] с.
- Горский Д. П. Краткий словарь логики. — М.: Просвещение, 1991. — 208 с.
- Горский Д. П. Учение Маркса об обществе: Критический анализ : Пособие для преподавателей вузов. — М. : Наука, 1994. — 176 с.
- Горский Д. П. Ошибки гения самые опасные: развитие теории Маркса и её изъяны. — М.: Наука, 1995. — 174 с.[3]